# Бейкер, Лаверн
Лаверн Бейкер (англ. LaVern Baker, 11 ноября 1929 — 10 марта 1997) — американская певица, пионер ритм-н-блюза 1950-х годов и одна из самых значительных певиц этого жанра в том десятилетии. В тот период выпустила многочисленные хиты на лейбле Atlantic Records. Самая известная её песня — «Tweedle Dee».
В начале 1960-х годов её популярность увяла, и в итоге она практически ушла из музыки.
Поскольку так получилось, что её карьера оборвалась в Азии, она провела 21 год на Филиппинах, вернувшись в Америку только в конце 1980-х. По возвращении она снова стала записываться и выступать. Как пишет сайт журнала «Rolling Stone», это был один из редких хэппи-эндов в истории раннего ритм-н-блюза.
В 1991 году певица была принята в Зал славы рок-н-ролла.
Кроме того, песня «Jim Dandy» в исполнении Лаверн Бейкер вошла в составленный Залом славы рок-н-ролла список 500 Songs That Shaped Rock and Roll.

## Биография

### 1966—1992
Так получилось, что карьера её оборвалась в Азии, во Вьетнаме, куда она в 1966 году отправилась в составе USO-тура выступать перед солдатами. Она заболела пневмонией, и ей потребовалось несколько месяцев на восстановление. Тур же в начале 1967 года уехал, бросив её совсем одну в незнакомой стране, где даже телефонов практически не было. Она с невероятными приключениями, с крестьянами на тележках и пешком по рисовых полям, добралась до Бангкока, до американской военно-морской базы, но там ей опять стало хуже. Её отправили по воздуху в госпиталь на Филиппины, где она четыре месяца оправлялась. В итоге она осталась на Филиппинах и прожила там 21 год. В городе Олонгапо она начала новую жизнь, заведовала там ночным клубом.
В 1988 году она вернулась в Америку и снова стала записываться и выступать. Как пишет сайт журнала «Rolling Stone», это был один из редких хэппи-эндов в истории раннего ритм-н-блюза.

## Дискография
- См. «LaVern Baker § Discography» в англ. разделе.